# Chrysolina fragariae
Chrysolina fragariae é uma espécie de artrópode pertencente à família Chrysomelidae.